# Station Częstochowa Aniołów
Station Częstochowa Aniołów is een spoorwegstation in de Poolse plaats Częstochowa.